# Thomas Tipton
Thomas Weston Tipton, född 5 augusti 1817 i Cadiz, Ohio, död 26 november 1899 i Washington, D.C., var en amerikansk politiker. Han representerade delstaten Nebraska i USA:s senat 1867-1875.
Tipton utexaminerades 1840 från Madison College i Pennsylvania. Han studerade sedan juridik och inledde 1844 sin karriär som advokat. Han prästvigdes 1856 i Methodist Episcopal Church. Han flyttade 1859 till Nebraskaterritoriet och konverterade till Kongregationalistkyrkan.
Nebraska blev 1867 USA:s 37:e delstat. Republikanerna Tipton och John Milton Thayer valdes till de två första senatorerna. Tipton bytte 1873 parti till Liberal Republican Party. Han efterträddes 1875 som senator av Algernon Paddock.